# Thomas Steen
Pour les articles homonymes, voir Steen.
Thomas Steen (né le 8 juin 1960 à Grums en Suède) est un ancien joueur suédois de hockey sur glace.

## Carrière de joueur
Après un début professionnel avec le Leksands IF en Suède, il se joint aux Jets de Winnipeg avec lesquels il joua lors de 14 saisons consécutives. Il récolta 817 points en 950 parties dans la Ligue nationale de hockey, tous avec les Jets. Au cours de l'histoire des Jets, il fut l'un des joueurs marquant de l'histoire du club. Seulement Bobby Hull eut comme Steen son numéro retiré par l'organisation manitobaine. Il fut aussi capitaine de l'équipe entre 1989 et 1991 partageant la tâche avec Randy Carlyle et Dale Hawerchuk.
Au niveau international, il représenta son pays natal à plusieurs compétitions. Il y remporta plusieurs médailles aux cours des ans. Il fut aussi nommé dans l'équipe d'étoiles de la Suède à quelques reprises et fut aussi récipiendaire du Trophée viking remis au meilleur joueur suédois évoluant en Amérique du Nord en 1990.

## Carrière politique
En 2007, il fut supporta la candidature de Hugh McFadyen du Parti progressiste-conservateur du Manitoba qui promettait entre autres de ramener la LNH à Winnipeg s'il était élu. Par la suite, il se présenta pour le Parti conservateur du Canada dans la circonscription de Elmwood—Transcona situé dans l'est de Winnipeg. Il fut défait par Jim Maloway du Nouveau Parti démocratique.

## Statistiques
Pour les significations des abréviations, voir Statistiques du hockey sur glace.

### En club
| Saison     | Équipe             | Ligue      |     | Saison régulière | Saison régulière | Saison régulière | Saison régulière | Saison régulière |    | Séries éliminatoires | Séries éliminatoires | Séries éliminatoires | Séries éliminatoires | Séries éliminatoires |
| Saison     | Équipe             | Ligue      | PJ  | B                | A                | Pts              | Pun              | PJ               | B  | A                    | Pts                  | Pun                  |                      |                      |
| 1975-1976  | Grums IK           | Division 1 | 21  | 5                | 4                | 9                | -                | -                | -  | -                    | -                    | -                    |                      |                      |
| 1976-1977  | Leksands IF        | Junior     | 2   | 1                | 1                | 2                | 2                | -                | -  | -                    | -                    | -                    |                      |                      |
| 1977-1978  | Leksands IF        | Elitserien | 35  | 5                | 5                | 10               | 30               | -                | -  | -                    | -                    | -                    |                      |                      |
| 1978-1979  | Leksands IF        | Elitserien | 23  | 13               | 4                | 17               | 35               | 2                | 0  | 0                    | 0                    | 0                    |                      |                      |
| 1979-1980  | Leksands IF        | Elitserien | 18  | 7                | 7                | 14               | 14               | 2                | 0  | 0                    | 0                    | 6                    |                      |                      |
| 1980-1981  | Leksands IF        | Elitserien | 32  | 16               | 23               | 39               | 30               | 7                | 4  | 2                    | 6                    | 8                    |                      |                      |
| 1981-1982  | Jets de Winnipeg   | LNH        | 73  | 15               | 29               | 44               | 42               | 4                | 0  | 4                    | 4                    | 2                    |                      |                      |
| 1982-1983  | Jets de Winnipeg   | LNH        | 75  | 26               | 33               | 59               | 60               | 3                | 0  | 2                    | 2                    | 0                    |                      |                      |
| 1983-1984  | Jets de Winnipeg   | LNH        | 78  | 20               | 45               | 65               | 69               | 3                | 0  | 1                    | 1                    | 9                    |                      |                      |
| 1984-1985  | Jets de Winnipeg   | LNH        | 79  | 30               | 54               | 84               | 80               | 8                | 2  | 3                    | 5                    | 17                   |                      |                      |
| 1985-1986  | Jets de Winnipeg   | LNH        | 78  | 17               | 47               | 64               | 76               | 3                | 1  | 1                    | 2                    | 4                    |                      |                      |
| 1986-1987  | Jets de Winnipeg   | LNH        | 75  | 17               | 33               | 50               | 59               | 10               | 3  | 4                    | 7                    | 8                    |                      |                      |
| 1987-1988  | Jets de Winnipeg   | LNH        | 76  | 16               | 38               | 54               | 53               | 5                | 1  | 5                    | 6                    | 2                    |                      |                      |
| 1988-1989  | Jets de Winnipeg   | LNH        | 80  | 27               | 61               | 88               | 80               | -                | -  | -                    | -                    | -                    |                      |                      |
| 1989-1990  | Jets de Winnipeg   | LNH        | 53  | 18               | 48               | 66               | 35               | 7                | 2  | 5                    | 7                    | 16                   |                      |                      |
| 1990-1991  | Jets de Winnipeg   | LNH        | 58  | 19               | 48               | 67               | 49               | -                | -  | -                    | -                    | -                    |                      |                      |
| 1991-1992  | Jets de Winnipeg   | LNH        | 38  | 13               | 25               | 38               | 29               | 7                | 2  | 4                    | 6                    | 2                    |                      |                      |
| 1992-1993  | Jets de Winnipeg   | LNH        | 80  | 22               | 50               | 72               | 75               | 6                | 1  | 3                    | 4                    | 2                    |                      |                      |
| 1993-1994  | Jets de Winnipeg   | LNH        | 76  | 19               | 32               | 51               | 32               | -                | -  | -                    | -                    | -                    |                      |                      |
| 1994-1995  | Jets de Winnipeg   | LNH        | 31  | 5                | 10               | 15               | 14               | -                | -  | -                    | -                    | -                    |                      |                      |
| 1995-1996  | Lions de Francfort | DEL        | 4   | 1                | 0                | 1                | 2                | 3                | 0  | 1                    | 1                    | 6                    |                      |                      |
| 1996-1997  | Eisbären Berlin    | DEL        | 49  | 15               | 18               | 33               | 48               | 8                | 0  | 2                    | 2                    | 27                   |                      |                      |
| 1997-1998  | Eisbären Berlin    | DEL        | 53  | 7                | 11               | 18               | 30               | 10               | 3  | 4                    | 7                    | 10                   |                      |                      |
| 1998-1999  | Eisbären Berlin    | EHL        | 5   | 1                | 2                | 3                | 2                | 6                | 0  | 2                    | 2                    | 0                    |                      |                      |
| 1998-1999  | Eisbären Berlin    | DEL        | 40  | 7                | 15               | 22               | 28               | 8                | 1  | 5                    | 6                    | 2                    |                      |                      |
| Totaux LNH | Totaux LNH         | Totaux LNH | 950 | 264              | 553              | 817              | 753              | 56               | 12 | 32                   | 44                   | 62                   |                      |                      |

### En équipe nationale
| Année | Équipe | Événement                   | PJ | B | A | PTS | PUN | Résultats          |
| ----- | ------ | --------------------------- | -- | - | - | --- | --- | ------------------ |
| 1977  | Suède  | Championnat d'Europe junior | 6  | 5 | 3 | 8   | 6   | Médaille d'or      |
| 1978  | Suède  | Championnat du monde junior | 7  | 3 | 3 | 6   | 6   | Médaille d'argent  |
| 1979  | Suède  | Championnat du monde junior | 6  | 5 | 1 | 6   | 6   | Médaille de bronze |
| 1980  | Suède  | Championnat du monde junior | 5  | 2 | 4 | 6   | 12  | Médaille de bronze |
| 1981  | Suède  | Championnat du monde        | 8  | 1 | 3 | 4   | 6   | Médaille d'argent  |
| 1981  | Suède  | Coupe Canada                | 3  | 0 | 0 | 0   | 2   |                    |
| 1984  | Suède  | Coupe Canada                | 8  | 7 | 1 | 8   | 4   | Médaille d'argent  |
| 1986  | Suède  | Championnat du monde        | 8  | 8 | 3 | 11  | 16  | Médaille d'argent  |
| 1989  | Suède  | Championnat du monde        | 10 | 2 | 4 | 6   | 10  | 4e position        |
| 1991  | Suède  | Coupe Canada                | 6  | 0 | 3 | 3   | 3   |                    |

## Trophées et honneurs personnels
- Championnat du monde junior
  - 1979 : nommé dans l'équipe d'étoiles
- Suède
  - 1981, 1985 et 1986 : nommé dans l'équipe d'étoiles de la Suède
  - 1990 : récipiendaire du Trophée viking

## Parenté dans le sport
Il est le père du joueur de hockey Alexander Steen.